# Röttingen
Röttingen – miasto w Niemczech, w kraju związkowym Bawaria, w rejencji Dolna Frankonia, w regionie Würzburg, w powiecie Würzburg, siedziba wspólnoty administracyjnej Röttingen. Leży ok. 30 km na południe od Würzburga, nad rzeką Tauber. Miasto leży na trasie Szlaku Romantycznego (Romantische Straße).

## Dzielnice
W skład miasta wchodzą trzy dzielnice: Aufstetten, Röttingen, Strüth.

## Demografia
| Rok  | Liczba mieszk. |
| 1970 | 1 988          |
| 1987 | 1 733          |
| 2000 | 1 789          |

## Współpraca
Miejscowość partnerska:
- Bad Mitterndorf, Austria

## Zabytki i atrakcje
- barokowy ratusz (z 1750)
- zamek Brattenstein z 1230
- Kościół parafialny pw. św. Kiliana (St. Kilian) z XIII wieku
- Kaplica św. Jerzego (St. Georg)
- mury miejskie